# Lijst van voetbalinterlands Bahrein - India
Deze lijst van voetbalinterlands is een overzicht van alle officiële voetbalwedstrijden tussen de nationale teams van Bahrein en India. De landen hebben tot op heden zeven keer tegen elkaar gespeeld. De eerste ontmoeting, een vriendschappelijke wedstrijd, werd gespeeld in Seoel (Zuid-Korea) op 13 juni 1982. Het laatste duel, eveneens een vriendschappelijke wedstrijd, vond plaats op 23 maart 2022 in Riffa.

## Wedstrijden
| № | Plaats  | Datum             | Competitie             | Wedstrijd       | Uitslag |
| - | ------- | ----------------- | ---------------------- | --------------- | ------- |
| 1 | Seoel   | 13 juni 1982      | Vriendschappelijk      | India – Bahrein | 0 – 0   |
| 2 | Busan   | 26 september 1986 | Aziatische Spelen 1986 | Bahrein − India | 3 − 0   |
| 3 | Beiroet | 15 mei 1993       | WK 1994 kwalificatie   | Bahrein − India | 2 − 1   |
| 4 | Seoel   | 7 juni 1993       | WK 1994 kwalificatie   | India − Bahrein | 0 − 3   |
| 5 | Doha    | 14 januari 2011   | Azië Cup 2011          | Bahrein − India | 5 − 2   |
| 6 | Sharjah | 14 januari 2019   | Azië Cup 2019          | India − Bahrein | 0 − 1   |
| 7 | Riffa   | 23 maart 2022     | Vriendschappelijk      | Bahrein − India | 2 − 1   |

## Samenvatting
| Competitie        | Totaal gespeeld | Winst Bahrein | Gelijk | Winst India | Doelsaldo Bahrein – India |
| ----------------- | --------------- | ------------- | ------ | ----------- | ------------------------- |
| WK-kwalificatie   | 2               | 2             | 0      | 0           | 5 − 1                     |
| Azië Cup          | 2               | 2             | 0      | 0           | 6 − 2                     |
| Aziatische Spelen | 1               | 1             | 0      | 0           | 3 − 0                     |
| Vriendschappelijk | 2               | 1             | 1      | 0           | 2 − 1                     |
| Totaal            | 7               | 6             | 1      | 0           | 16 − 4                    |

Wedstrijden bepaald door strafschoppen worden, in lijn met de FIFA, als een gelijkspel gerekend.